# 木门镇
木门镇，是中华人民共和国四川省广元市旺苍县下辖的一个乡镇级行政单位。2020年5月，撤销化龙乡、农建乡，将原化龙乡和原农建乡骑龙村、农建村、青坪村、河东村、杨林村所属行政区域划归木门镇管辖。

## 行政区划
木门镇下辖以下地区：
木门社区、盐井村、元坝村、柳树村、青龙村、双凤村、茶园村、三合村、农科村、黄梁村、天星村、杏垭村、双山村和飞凤村。